# Galena (Illinois)
Galena is een plaats (city) in de Amerikaanse staat Illinois, en valt bestuurlijk gezien onder Jo Daviess County.

## Demografie
Bij de volkstelling in 2000 werd het aantal inwoners vastgesteld op 3460. In 2006 is het aantal inwoners door het United States Census Bureau geschat op 3396, een daling van 64 (-1,8%).

## Geografie
Volgens het United States Census Bureau beslaat de plaats een oppervlakte van 9,7 km², geheel bestaande uit land. Galena ligt op ongeveer 201 m boven zeeniveau.

## Plaatsen in de nabije omgeving
De onderstaande figuur toont nabijgelegen plaatsen in een straal van 20 km rond Galena.

## Geboren
- John Aaron Rawlins (1831-1869), Noordelijke generaal tijdens de Amerikaanse Burgeroorlog